# Porter Airlines
Porter Airlines è una compagnia aerea regionale canadese con sede a Toronto mentre il suo hub principale è l'Aeroporto di Toronto-City Billy Bishop.

## Storia

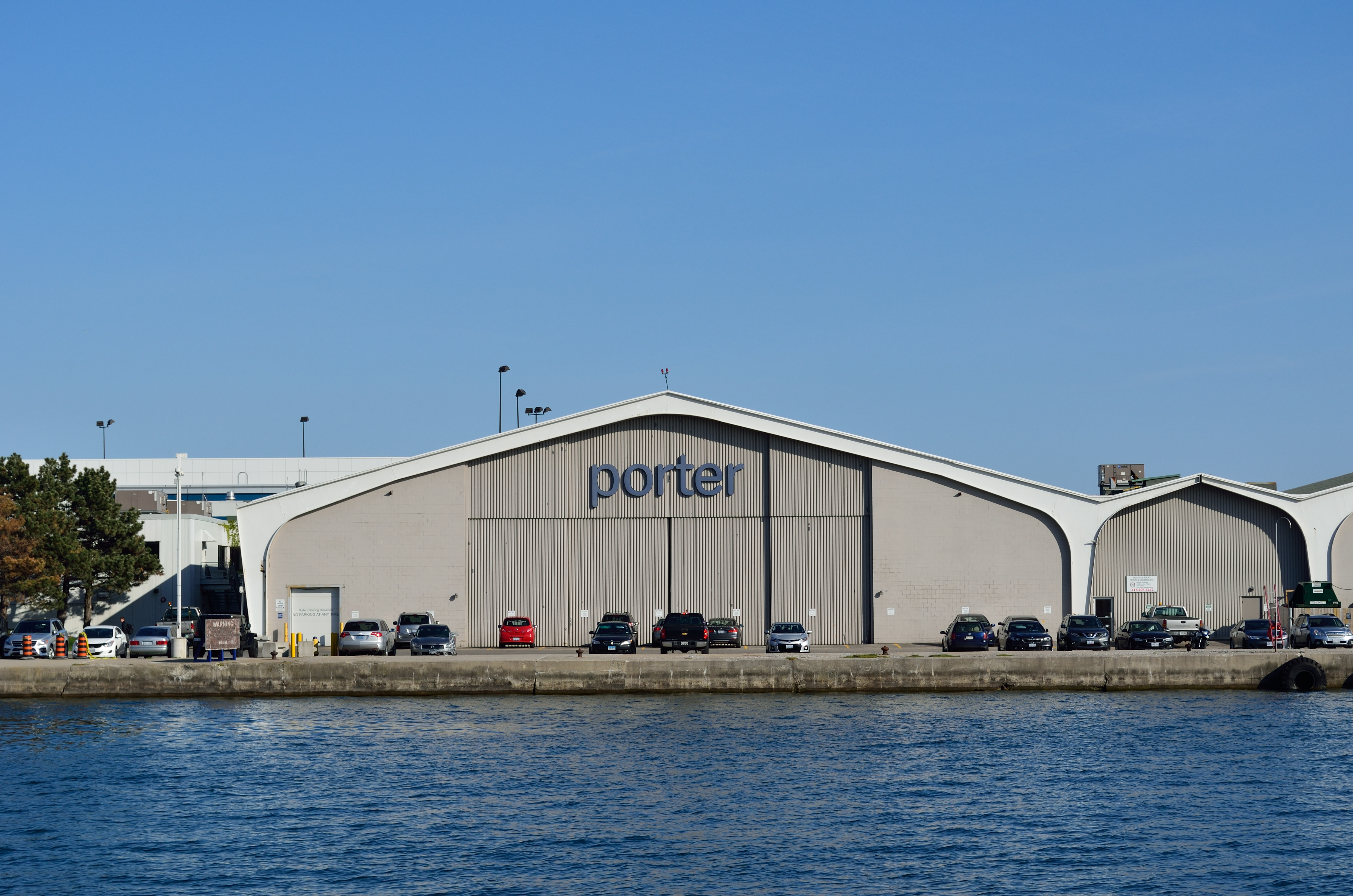
L'hangar di Porter Airlines all'Aeroporto di Toronto-City Billy Bishop.

La compagnia aerea è stata fondata nel febbraio 2006 e ha iniziato le operazioni di volo nell'ottobre dello stesso anno. È stata una coraggiosa iniziativa di Robert Deluce, ultimo rappresentante di una famiglia di imprenditori che hanno contribuito ad un sostanzioso incremento dell'aviazione regionale nella nazione. Nel giugno 2007 Porter Airlines ha ottenuto l'autorizzazione ufficiale dal Dipartimento dei trasporti degli Stati Uniti per fornire servizi di linea e charter; in conseguenza di ciò, nel marzo del 2008 è stata inaugurata la destinazione di New York (EWR) ed è stato introdotto il programma frequent flyer denominato VIPorter. Nel giugno 2009, il vettore aereo ha inserito in flotta il De Havilland Canada DHC-8-400, dotati dei nuovi sedili Spectrum con reclinazione di 86 cm mentre nel 2010, l'aerolinea è stata classificata per la terza volta consecutiva con quattro stelle da Skytrax grazie all'efficienza del servizio, alle strutture lounge, ai servizi di check-in e di consegna bagagli. Nel giugno 2013 Porter Airlines, ha raggiunto i 10 milioni di passeggeri trasportati; inoltre, sempre nello stesso anno, ha ordinato ulteriori 3 esemplari di DHC-8 con 74 posti a sedere anziché i 78 disponibili per l'aeromobile, poiché a causa della limitata lunghezza della pista dell'Aeroporto di Toronto-City Billy Bishop. A luglio 2016, la compagnia aerea ha annunciato l'accordo di acquisto di tre ulteriori DHC-8, due previsti per la consegna a dicembre 2016 e il terzo a febbraio 2017 mentre nell'aprile 2019 l'aerolinea ha riorganizzato le attività operative al fine di aumentare la qualità dei servizi.
Finora non sono stati registrati incidenti mortali che coinvolgono Porter Airlines.

## Flotta

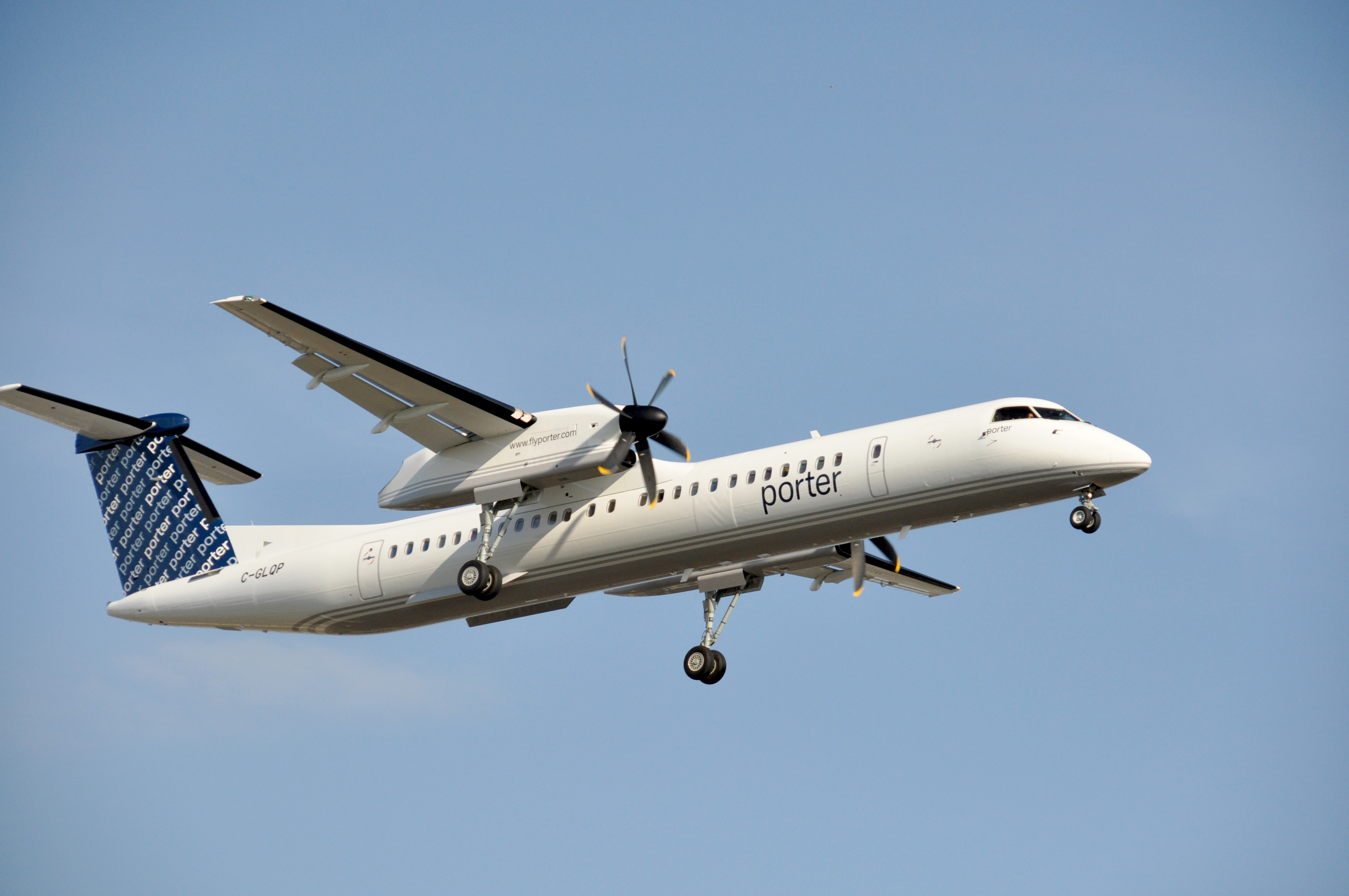
Un De Havilland Canada DHC-8-400 di Porter Airlines.

A maggio 2020 la flotta Porter Airlines risulta composta dai seguenti aerei: